# SWR-Bestenliste
Die SWR Bestenliste ist eine monatlich erscheinende Liste von literarischen Neuerscheinungen, die nach Empfehlungen einer Jury aus 30 Literaturkritikern erstellt wird. Sie war das Vorbild für die seit 2003 erscheinende ORF-Bestenliste und die seit 2022 erstellte SRF-Bestenliste.

## Modalitäten
Die Literaturkritiker nennen auf einem Stimmzettel in freier Auswahl vier deutschsprachige Buch-Neuerscheinungen, denen sie „möglichst viele Leser neben den Bestsellerlisten wünschen“. Der an erster Stelle genannte Titel erhält 15 Punkte, der zweite 10, der dritte 6, der letzte 3 Punkte. Die SWR-Redaktion addiert die Punkte und so entsteht für den jeweiligen Monat eine Liste der zehn meistempfohlenen neuen Bücher.
Gegründet wurde die Liste 1975 vom Kritiker und Schriftsteller Jürgen Lodemann, der sie ausdrücklich als Gegenliste gegen Bestsellerlisten konzipiert hat. Anhand der Bestenliste konnte Lodemann in seiner Funktion als Literaturredakteur beim damaligen Südwestfunk zugleich die Fernsehreihen Literaturmagazin und Café Größenwahn konzipieren. In mehreren Büchern hat er Absichten, Ergebnisse und Hintergründe der Liste dargestellt.
Von 1978 bis 2015 wurde einmal im Jahr der zuletzt mit 10.000 Euro dotierte Preis der SWR Bestenliste an einen Autor vergeben, der in den vorangegangenen zwölf Monaten mit mindestens einem Titel auf der Liste vertreten war.

## Film
- Das Lob der Kritiker: SWR-Bestenliste – Die ersten 40 Jahre. Dokumentarfilm, Deutschland, 2016, 59:22 Min., Buch und Regie: Frank Hertweck, Produktion: SWR, Reihe: kulturmatinée, Erstsendung: 20. März 2016 bei SWR Fernsehen, Inhaltsangabe von ARD, Besprechung, online-Video verfügbar bis 20. März 2021.